# اکارتسبرگ
شهر اکارتسبرگ در ایالت زاکسن-آنهالت در کشور آلمان واقع شده است.